# Stettbach (Werneck)
Stettbach ist ein Gemeindeteil des Marktes Werneck im unterfränkischen Landkreis Schweinfurt in Bayern.

## Geographie
Das Pfarrdorf Stettbach liegt drei Kilometer nordwestlich von Werneck in einer Senke, es grenzt nördlich an Vasbühl, östlich an Eckartshausen und südlich an Zeuzleben.

## Geschichte
Alte Namensformen sind „Stetebach“ und „Stetbach“, sie sind als Stätte am Bach zu deuten. Der Bach Lachgraben teilt die Flur in zwei Teile, der flache nach Westen ansteigende Flurteil ist von Löss bedeckt, der östliche besteht aus Lettenkeuper.
Die bandkeramische Siedlungsstelle Stettbach ist durch Funde der jüngeren Linearbandkeramik (2600–2500 v. Chr.) bereits früh nachzuweisen.
Der Ort wurde am 10. Februar 1302 erstmals urkundlich erwähnt. Stettbach soll zu den acht Dörfern gehört haben, die im Jahr 1286 von der Urpfarrei Eßleben abgetrennt wurden und die Pfarrei Ettleben bildeten. 1861 im Rahmen der Landes- und Volksbeschreibung des Landesgerichtsbezirkes Werneck schrieb Katzenberger die erste ausführliche Dorfbeschreibung von Stettbach:

„[...] Es ist eine Pfarrgemeinde mit 279 Einwohnern, die in der Mehrzahl vom Feldbaue leben, der wegen seiner vielen steinigen Felder nicht die erste Bonitätsklasse einnimmt. Sind nicht sehr wohlhabend. Die ärmere Klasse arbeitet theils als Maurer, mehrere als Taglöhner im Schloßgarten zu Werneck, woselbst sie das ganze Jahr über ihren Verdienst finden. Der Ort zwischen zwei Hügeln liegend, hat geringe Wohnungen, die auch nicht ausnehmend rein gehalten sind. Viele Familien sind auch durch verschwenderische und unmoralische Lebensweise heruntergekommen. Am Orte entspringt eine reiche Quelle mit gesundem und klarem perlenden Trinkwasser, in einer geringen Entfernung davon eine zweite Quelle. Das abfließende Wasser vereinigt sich mit einem kleinen Bächlein von Vasbühl herfließend und bildet den sogenannten Lachgraben, dessen Wasser oberhalb Ettleben in die Wern fließt. Auch ein kleiner Gemeindewald von 23 Tagewerken Buschholz, von dem sie aus Lohrinde, die zum Gerben von Leder benötigt wird, manchen Verdienst schöpfen, wie auch aus einigen Weinbergen an der nordöstlichen Seite.“

Die ehemalige Hauptstraße von Stettbach wurde nach der Gebietsreform in Kirschental umbenannt, da entlang des Lachgrabens schon immer beste Bedingungen für den Obstbau vorhanden waren. Auch heute gibt es noch zahlreiche Streuobstbestände, die den Gemeindeteil mit viel Grün umrahmen.

### Eingemeindungen
Bei der Bürgerversammlung im April 1971 stimmten 102 Bürger von 111 Anwesenden für einen Zusammenschluss mit der Gemeinde Werneck. Am 1. Juli 1972 entstand mit weiteren neun Orten die neue Gemeinde Werneck.

## Baudenkmäler
Sehenswert ist die katholische Pfarrkirche St.-Leonhard mit drei schönen spätgotischen Figuren aus der Riemenschneiderschule um 1500. Sie stellen die heiligen Bischöfe St.-Burkard und St.-Bruno sowie den heiligen Laurentius dar.

### Vereine
- Brieftaubenverein
- Eigenheimerverband
- Feldgeschworene
- Flurbereinigungsgenossenschaft
- Freiwillige Feuerwehr
- Heimatverein Stettbach
- Jagdgenossenschaft
- KAB
- Katholische Kirche Stettbach
- Kirschentaler Sportfreunde Stettbach
- Musikverein Stettbach
- Obst- und Gartenbauverein
- Seniorenbeirat
- Singkreis in der KAB
- St.-Leonhard-Verein
- Hütte-Stettbach e.V.

## Wirtschaft und Infrastruktur
Neben einer Bäckerei sowie einem Landgasthof ist Stettbach die Heimat mehrerer kleiner Privatunternehmer aus den verschiedensten Branchen.

### Bildung
Für eine frühe Kinderbildung sorgt der ortseigene Kindergarten der Caritas St. Leonhardverein Stettbach e. V.

### Verkehr
Der Gemeindeteil ist an das Radwegenetz des Marktes Werneck angeschlossen. Stettbach hat eine direkte Anbindung an die A 7 und die A 70.